# Glenognatha iviei
Espèce
Glenognatha iviei est une espèce d'araignées aranéomorphes de la famille des Tetragnathidae.

## Distribution
Cette espèce est endémique du Mississippi aux États-Unis,. Elle se rencontre à Gulfport dans le comté de Harrison.

## Description
Le mâle holotype mesure 1,4 mm.

## Étymologie
Cette espèce est nommée en l'honneur de Wilton Ivie.

## Publication originale
- Levi, 1980 : The orb-weaver genus Mecynogea, the subfamily Metinae and the genera Pachygnatha, Glenognatha and Azilia of the subfamily Tetragnathinae north of Mexico (Araneae: Araneidae). Bulletin of the Museum of Comparative Zoology at Harvard College, vol. 149, p. 1-74 (texte intégral).